# Mateus Vital
Mateus da Silva Vital Assumpção, noto semplicemente come Mateus Vital (Rio de Janeiro, 12 febbraio 1998), è un calciatore brasiliano, centrocampista dello Shanghai Haigang.

## Caratteristiche tecniche
È un'ala o trequartista, con ottime doti tecniche e facilità nel calciare con entrambi i piedi, molto veloce, pertanto può giocare in tutte le posizioni di un 4-2-3-1 o 4-3-3.

## Carriera
Cresciuto nelle giovanili del Vasco da Gama, ha esordito in prima squadra il 6 dicembre 2015 in occasione del match pareggiato 0-0 contro il Coritiba.

## Statistiche

### Presenze e reti nei club
Statistiche aggiornate al 23 marzo 2018.
| Stagione             | Squadra              | Campionato           | Campionato | Campionato | Coppe nazionali | Coppe nazionali | Coppe nazionali | Coppe continentali | Coppe continentali | Coppe continentali | Altre coppe | Altre coppe | Altre coppe | Totale | Totale | Totale |
| Stagione             | Squadra              | Comp                 | Pres       | Reti       | Comp            | Pres            | Reti            | Comp               | Pres               | Reti               | Comp        | Pres        | Reti        | Pres   | Reti   |        |
| -------------------- | -------------------- | -------------------- | ---------- | ---------- | --------------- | --------------- | --------------- | ------------------ | ------------------ | ------------------ | ----------- | ----------- | ----------- | ------ | ------ | ------ |
| 2015                 | Vasco da Gama        | A/RJ+A               | 0+1        | 0          | CB              | 0               | 0               |                    | -                  | -                  |             | -           | -           | 1      | 0      |        |
| 2016                 | Vasco da Gama        | A/RJ+B               | 4+1        | 0          | CB              | 0               | 0               |                    | -                  | -                  |             | -           | -           | 5      | 0      |        |
| 2017                 | Vasco da Gama        | A/RJ+A               | 0+30       | 0+2        | CB              | 0               | 0               |                    | -                  | -                  |             | -           | -           | 30     | 2      |        |
| Totale Vasco da Gama | Totale Vasco da Gama | Totale Vasco da Gama | 36         | 2          |                 | 0               | 0               |                    | -                  | -                  |             | -           | -           | 36     | 2      |        |
| 2018                 | Corinthians          | A1/SP+A              | 6+0        | 0          | CB              | 0               | 0               | CL                 | 2                  | 0                  |             | -           | -           | 8      | 0      |        |
| Totale carriera      | Totale carriera      | Totale carriera      | 42         | 2          |                 | 0               | 0               |                    | 2                  | 0                  |             | -           | -           | 44     | 2      |        |

## Palmarès
- Coppa di Grecia: 1

Panathīnaïkos: 2021-2022